# Tamra
Tamra (hebreiska: תמרה) är en ort i Israel.   Den ligger i distriktet Norra distriktet, i den norra delen av landet. Tamra ligger 92 meter över havet och antalet invånare är 25 917.
Terrängen runt Tamra är kuperad österut, men västerut är den platt. Terrängen runt Tamra sluttar västerut. Runt Tamra är det ganska tätbefolkat, med 90 invånare per kvadratkilometer. Närmaste större samhälle är Haifa, 20,0 km väster om Tamra. Trakten runt Tamra består till största delen av jordbruksmark.